# Gabi Costin
Gabi Costin sau Gabriel Costin (n. 21 iunie 1986, Focșani) este un actor de teatru, film și voice-over român. Este cunoscut din emisiunea "În puii mei!".

## Biografie
A studiat la artele spectacolului - actorie la U.N.A.T.C "I.L. Caragiale" București. Gabriel Costin este fiul lui George Costin, fostul director al Direcției Muncii și actor în echipa Teatrului Municipal "Mr. Gh. Pastia" din Focșani, a dus mai departe pasiunea din familie pentru actorie.

## Teatru
- Zic Zac - regia Andrea Gavriliu
- Barajul - regia Andreea Vulpe
- Doctori de femei - regia Emanuel Pârvu
- Monșer, stăm rău! - regia Gelu Colceag
- Tarelkin - regia Gelu Colceag
- În rolul victimei - regia Felix Alexia
- iHamlet - regia Catinca Drăgănescu
- Funcționarii - regia Alexandru Mîzgăreanu

## Filmografie
- Live (2015) - Ciocmata Trailer
- Natura umană - (2013)[6]
- Treizeci (2012) - Ionuț Bujescu
- Undeva la Palilula (2012) - Bran
- Reuniune de familie (2012)[7]
- Poc, trosc și-un tort cu frișcă - Spiridon[8]
- Strung Love (2010) - Horia[9]
- Ho, Ho, Ho (2009) - Calistrat [10]
- Lungul drum spre casă (2008) - Drunk Guy[11]

Televiziune
- În puii mei!

## Dublaj
- Pumba, în Regele Leu(2019) și Mufasa (2024)
- Ralph strica tot, Ralph
- paddington, Paddington 1,2,3
- Marea aventură Lego (2014)
- Pinguinii din Madagascar - Caporal
- Regatul secret (2013) - Bufo
- Neînfricată - tânărul MacGuffin
- Hotel Transilvania - Mumia
- Epoca de gheață 4: Continente în derivă - Louis
- Ralph Strică-Tot - Ralph
- Prințesa și Broscoiul - alte voci
- Unchiul Bunic - Gus
- Un Show obișnuit - Skips (sezonul 6)
- Lego Ninjago: Maeștrii Spinjitzu - Sensei Garmadon
- Cronicile din Evermoore
- Kick Buttowsky
- Ratatouille - Emile[12]
- Trolii[13]

## Premii și nominalizări●
- Trofeul Bacău Fest Monodrame pentru rolul Charlotte, din spectacolul "Eu sunt propria mea soție " de Doug Wright, regia Teodora Petre,  o producție  a Teatrului Mic Bucureşti- in cadrul Festivalului Bacău Fest Monodrame, Ediția a XXX-a, 2024 ● Premiul actorilor Teatrului Bacovia, „Actori pentru actor – Dinu Apetrei” pentru rolul Charlotte, Ediția a XXX-a, 2024  ● Premiul voluntarilor „Ștefan lordache” pentru rolul Charlotte, Festivalul Bacău Fest Monodrame, Ediția a XXX-a, 2024
- În cadrul primei ediții a Festivalului de Regie ”Cătălina Buzoianu” 2024 de la Iași, actorul Gabi Costin a câștigat PREMIUL PENTRU CEL MAI BUN ACTOR pentru rolul Charlotte von Mahlsdorf din spectacolul Eu sunt propria mea soție de Doug Wright, traducere și regie: Teodora Petre, scenografie și lighting design: loana Pashca, mișcare scenică: Alina Petrică, muzica originală: Cezar Antal, video: Gabi Costin
- Best supporting  actor pentru rolul "BORÎLĂ" din filmul " Sabina- torturat pentru Hristos- anii naziști "  regia John Grooter in cadrul Canadian International Faith & Family Film Festival 2022
- Premiul pentru cel mai bun actor la Festivalul de film „Geo Saizescu”
- Premiul pentru cel  mai bun dublaj – “Hotel Transilvanya”, regia versiunii în limba română Anca Sigartău, Disney Londra
- Premiul „Ștefan Iordache" pentru cel mai bun actor, cea mai înaltă distincție care se acordă unui student la actorie", pentru rolul din „Funcționarii", de A.P. Cehov, regia Alexandru Măzgăreanu, 2010[14]
- Premiul pentru cel  mai bun dublaj pentru rolul Emille – “Ratatouille”, regia versiunii în limba română regia Anca Sigartău, Disney Polonia
- Premiul pentru cea mai bună interpretare masculină pentru rolul Ligurio -"Mătrăguna" de Niccolo Machiavelli, Festivalul de Umor "Constantin Tănase" – Vaslui[15]